# 西鐵新宮站
西鐵新宮站（日语：／ Nishitetsu-Shingū eki */?）是位於福岡縣糟屋郡新宮町下府五丁目，西日本鐵道（西鐵）的貝塚線車站（終點站）。車站編號為NK10。此站是貝塚線唯一不在福岡市的車站。

## 歷史
- 1925年（大正14年）7月1日 - 博多灣鐵道汽船（日语：博多湾鉄道汽船）新宮港站啟用。
- 1942年（昭和17年）9月19日 - 博多灣鐵道汽船與九州電氣軌道（日语：九州電気軌道）（後來為西日本鐵道）合併。
- 1950年（昭和25年）5月15日 - 車站改名為西鐵新宮站。
- 1978年（昭和53年）- 車站大樓翻新。
- 2007年（平成19年）4月1日 - 此站至津屋崎站之間廢止，此站成為貝塚線的終點站。
- 2017年（平成29年）2月1日 - 此站引入車站編號[1]。

## 車站構造

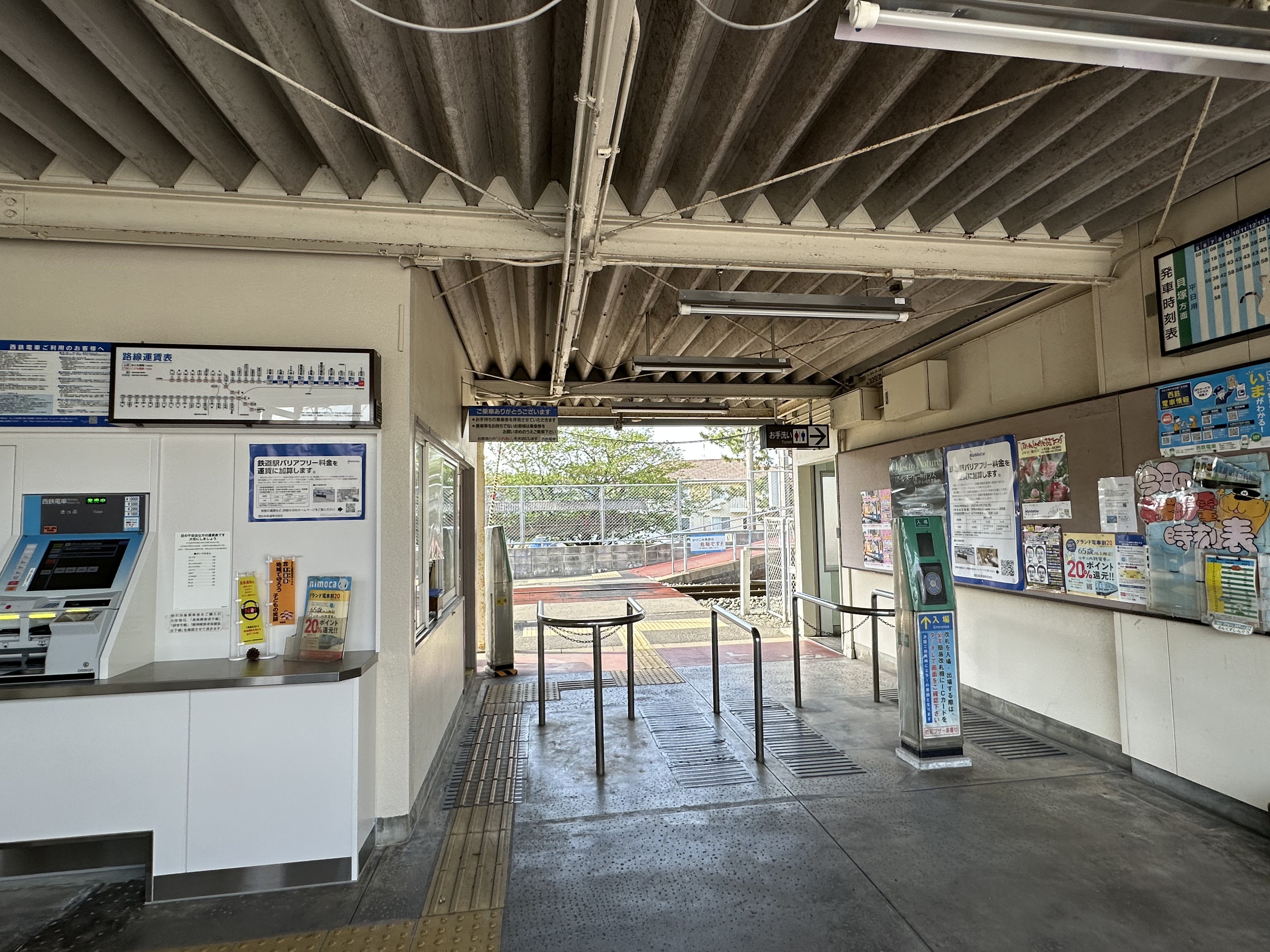
閘口（2023年4月）

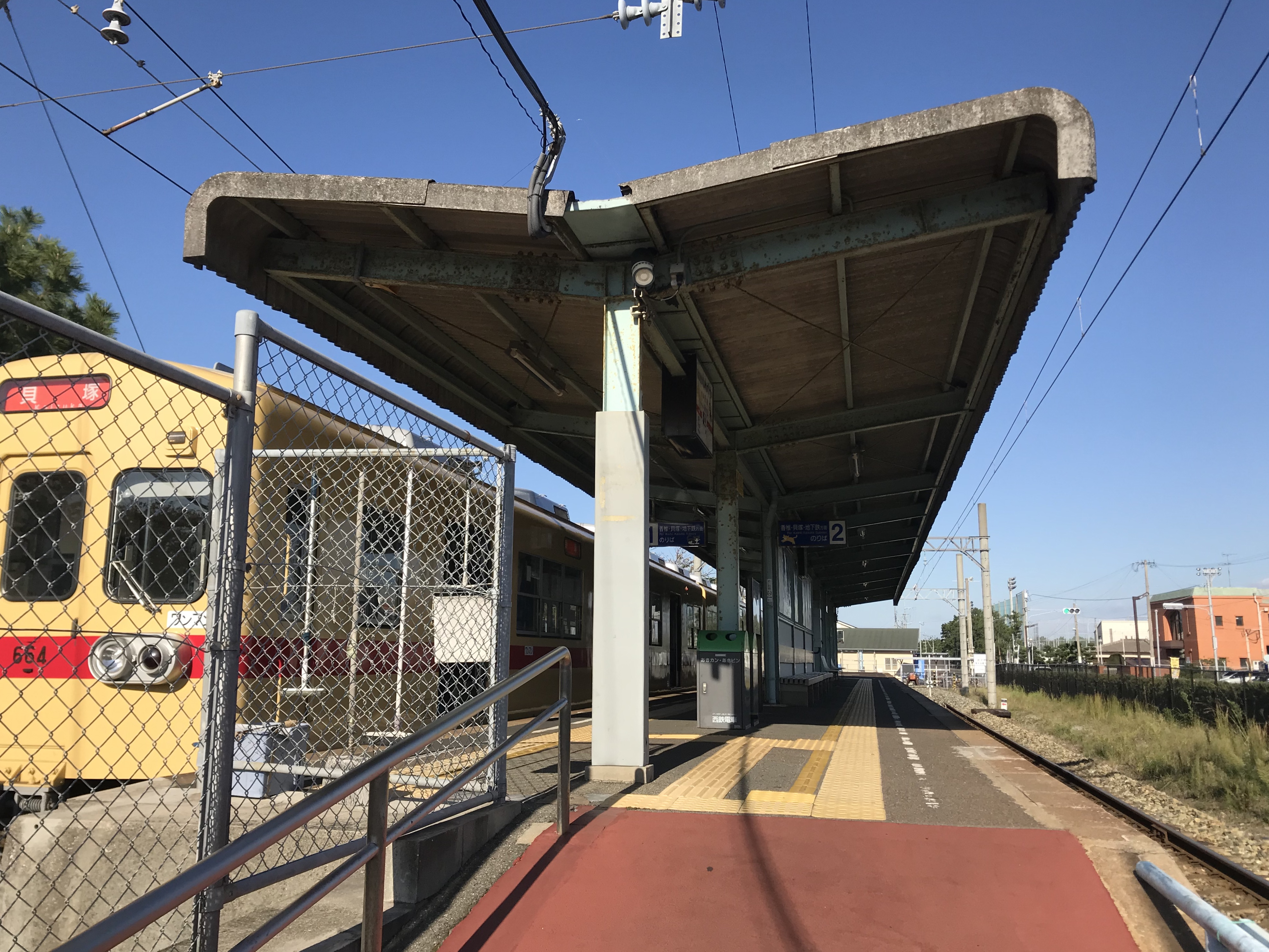
月台（2018年10月）

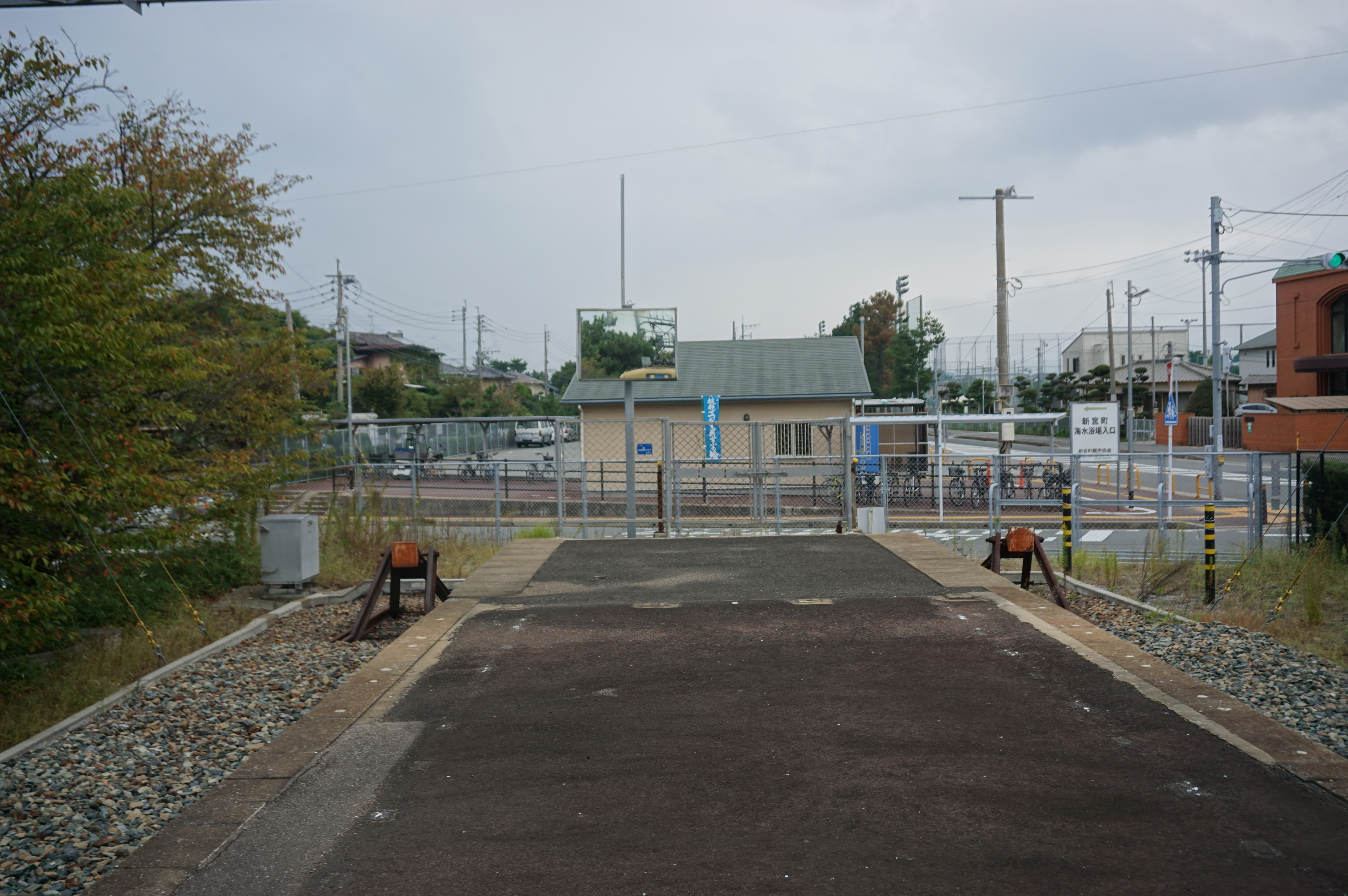
部分路段廢止時設置的止衝擋

車站是一座地面車站，設有1面2線的月台。在宮地岳線部分路段廢止前，此站設有CTC設備進行管理。現時還有維護路軌機械的留置線。在2007年4月1日宮地岳線部分廢止當日，津屋崎一方設置了止衝擋。

### 月台
| 月台 | 路線    | 方向                       |
| ---- | ------- | -------------------------- |
| 1、2 | ■貝塚線 | 和白、香椎、千早、貝塚方向 |

## 使用狀況
在2019年度，1日平均上下車人次為1,428人。以下為各年度1日平均乘車和上下車人次列表。
| 年度   | 1日平均 乘車人次 | 1日平均 上下車人次 |
| ------ | ---------------- | ------------------ |
| 1996年 | 1,430            | 2,781              |
| 1997年 | 1,318            | 2,611              |
| 1998年 | 1,225            | 2,422              |
| 1999年 | 1,123            | 2,270              |
| 2000年 | 1,030            | 2,126              |
| 2001年 | 962              | 1,984              |
| 2002年 | 959              | 1,915              |
| 2003年 | 866              | 1,738              |
| 2004年 | 819              | 1,638              |
| 2005年 | 800              | 1,600              |
| 2006年 | 792              | 1,581              |
| 2007年 | 833              | 1,664              |
| 2008年 | 863              | 1,729              |
| 2009年 | 860              | 1,721              |
| 2010年 | 690              | 1,381              |
| 2011年 | 656              | 1,314              |
| 2012年 | 660              | 1,320              |
| 2013年 | 652              | 1,304              |
| 2014年 | 674              | 1,348              |
| 2015年 | 672              | 1,344              |
| 2016年 | 679              | 1,358              |
| 2017年 | 693              | 1,384              |
| 2018年 | 712              | 1,422              |
| 2019年 |                  | 1,428              |

## 車站周邊
在2010年3月13日鹿兒島本線開設新宮中央站前，此站是新宮町唯一鐵路車站。此站最接近新宮町公所。與貝塚線並行的國道495號距離600米。車站周邊設有幽靜的住宅區。車站鄰接免費單車停泊處。
在宮地岳線部分路段廢止後，在2007年4月尾前，替代巴士的巴士站鋪裝完畢。該處為簡易和一般車可使用的迴旋路。車站月台上可看見部分廢線遺址，現時變成了住宅。車站後方為停車場。
- 新宮町公所
- 福岡縣立新宮高等學校（日语：福岡県立新宮高等学校）
- 福岡縣立福岡養護學校（日语：福岡県立福岡養護学校）
- 新宮町立新宮中學
- 新宮町立新宮小學
- 新宮浜簡易郵局
- 新宮漁港

## 巴士路線
- 新宮町社區巴士（日语：新宮町コミュニティバス）「MALINKS」
  - 前往新宮町公所、福工大前站、新宮中央站、相島渡船場、立花口、佐屋等町內各地

## 其他
- 此站是貝塚線唯一沒有轉乘福岡市地下鐵的優惠車站。
- 在列車等待折返之際，在列車出發前，列車只會開啟貝塚一方的第一卡車門。在到達或出發前，所有全車門均會開啟。

## 相鄰車站
西日本鐵道
■貝塚線
三苫（NK09）－西鐵新宮（NK10）

### 曾經存在的路線
西日本鐵道
■宮地岳線（廃止）
西鐵新宮（NK10）－古賀高爾夫球場前

## 注腳
1. ↑   (PDF). 西日本鐵道. 2017-01-24  [2017年3月20日]. （原始内容存档 (PDF)于2020-07-28） （日语）.
2. ↑  . 西日本鉄道株式会社.   [2021-01-14]. （原始内容存档于2021-01-29） （日语）.
3. ↑  福岡市統計書 （都市圈之概況） 福岡都市圈的私鐵各站上下車人次 1996年度至2006年度之間共11個年度
　福岡市統計書 （運輸・通信） 私鐵各站上下車人次 2007年度以後的數據
4. ↑  福岡市統計書 （都市圈之概況） 福岡都市圈的私鐵各站上下車人次 （页面存档备份，存于）（日語） 2021年3月22日參閲
5. ↑  九州旅客鐵道（JR九州）的福工大前站（在2008年3月14日前名為筑前新宮站）位於福岡市東區內。在2010年，JR九州於新宮町內開設新宮中央站。

## 外部連結
- 西鐵新宮站（西鐵沿線web） （页面存档备份，存于）（日語）